# Мелетий Кюстендилски
Мелетий (на гръцки: Μελέτιος) е гръцки духовник, епископ на Вселенската партиаршия в началото на XIX век.

## Биография
Роден е в 1768 година вероятно в Мудания, Витиния. Той е племенник на патриарх Калиник IV Константинополски (1801 – 1806, 1808 – 1809). Служи като втори патриаршески дякон. През март 1802 година е избран и по-късно е ръкоположен за митрополит на Кюстендил. През септември 1807 година подава оставка. През януари 1815 година е избран за митрополит на Ниш. През ноември 1815 година архиепископията на Нишава е присъединена към епархията на Ниш и оттогава Мелетий носи титлата Нишонишавски. След избухването на Гръцкото въстание е обесен на 12 юни 1821 година от османците на моста на река Нишава близо до градската крепост.